# Савасини (Павија)
Савасини је насеље у Италији у округу Павија, региону Ломбардија.
Према процени из 2011. у насељу је живело 116 становника. Насеље се налази на надморској висини од 70 м.